# Gölen (Femsjö socken, Småland)
Gölen är en sjö i Hylte kommun i Småland och ingår i Nissans huvudavrinningsområde.